# Nouveau pont de Gäddvik
Le nouveau pont de Gäddvik (en suédois : Nya Gäddviksbron) est un pont sur le fleuve Luleälven à Storheden dans la commune de Luleå en Suède,.

## Description
Le nouveau pont de Gäddvik est un pont à poutres en béton sur le fleuve Luleälven, à l'extérieur de Luleå. 
Le pont a été achevé en 1978 dans le cadre du nouveau contournement de Luleå par la route européenne E4 pour le trafic lourd.
Quelques centaines de mètres en aval se trouve l'ancien pont de Gäddvik datant de 1941, qui est aujourd'hui utilisé pour le trafic local.
Le nouveau pont de Gäddvik, inauguré en 1979, est un bon représentant de son époque : simple dans sa conception, mettant l'accent sur la fonction et construit dans un cadre financier relativement serré. 
La technique de construction était très particulière. 
L'ensemble du pont a été construit sur terre, du sud de Gäddvik au nord, pour finalement former un pont de 610 mètres de long. 
Le choix du type de pont était entièrement lié à la méthode de construction utilisée. 
Depuis que le flottage du bois était en voie de disparition, les concepteurs n'étaient plus aussi contraints pour la hauteur libre qu'auparavant. 
Le pont a reçu un profil concave pour mieux suivre le paysage, contrairement à l'ancien pont qui est convexe.

## Galerie

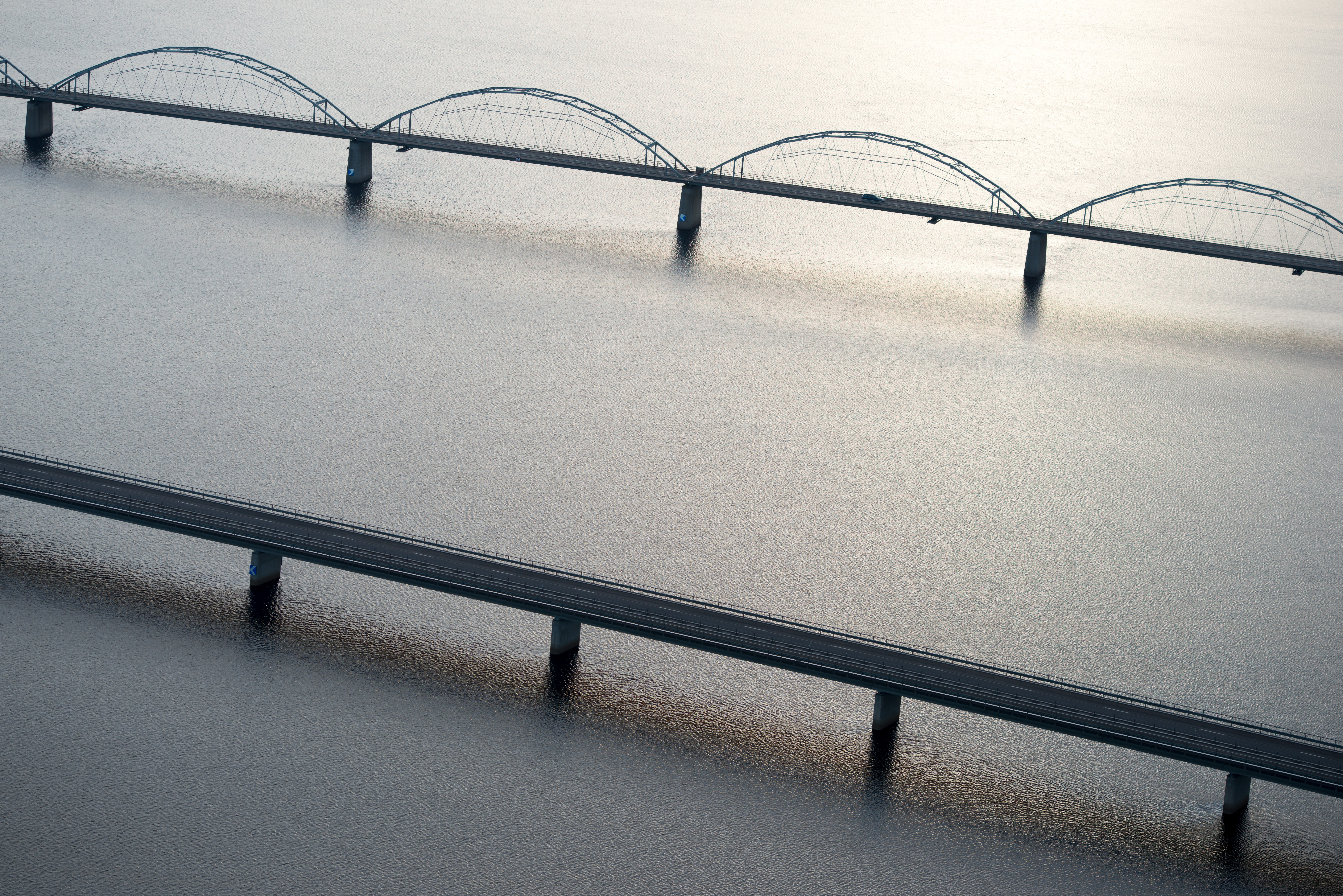
L'ancien pont en arc en haut de l'image est au sud du nouveau.
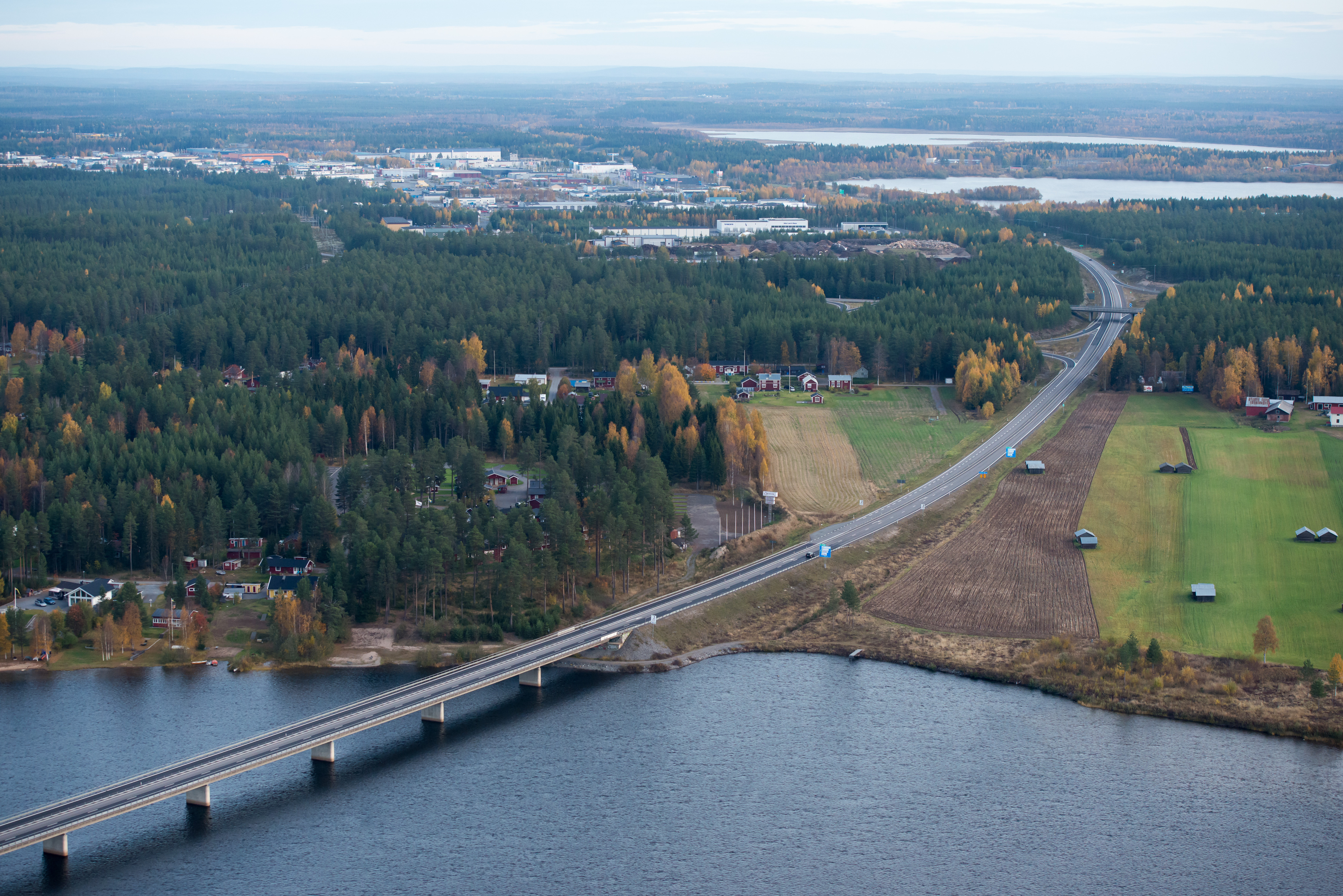
Le nouveau pont de Gäddvik.
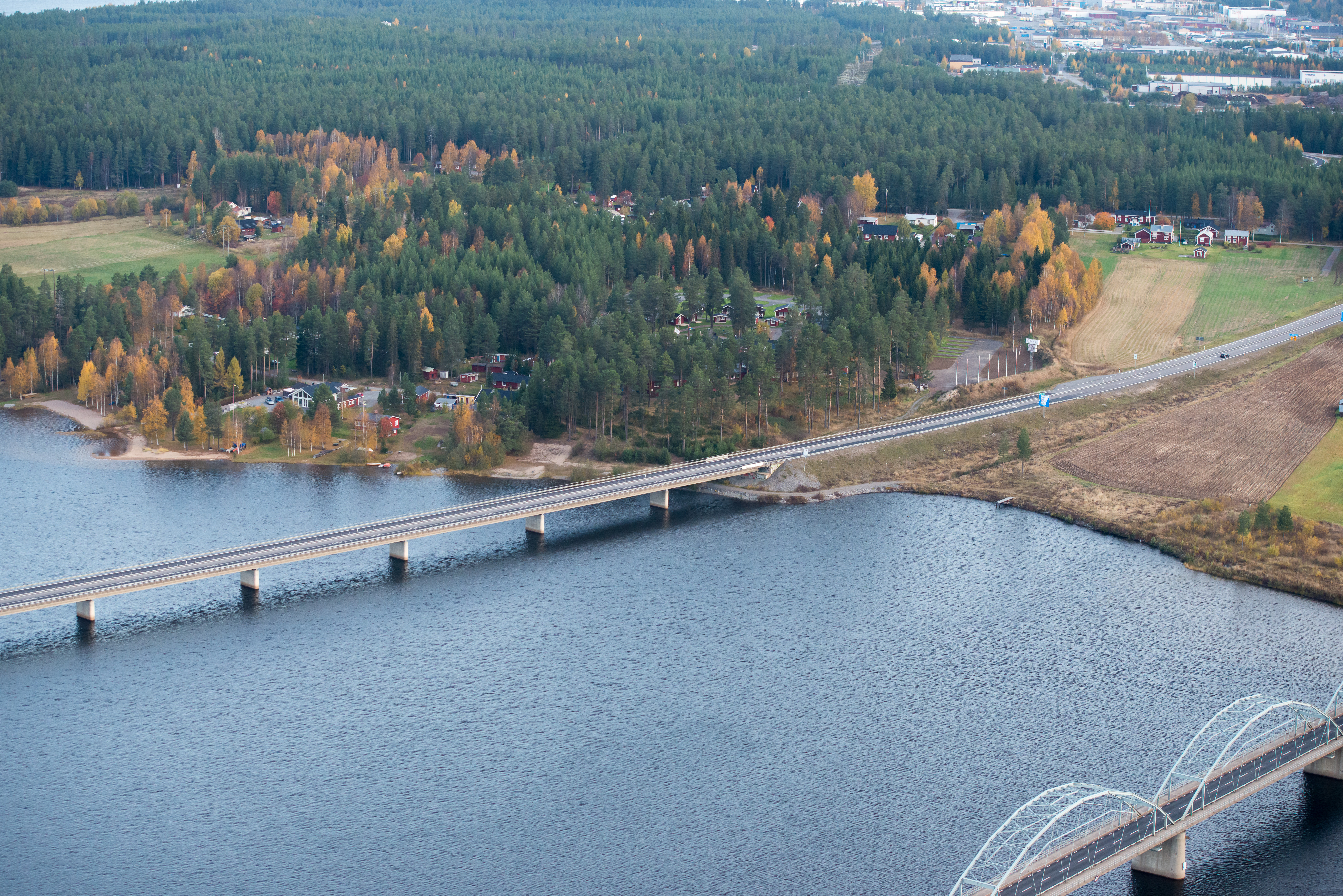
Le nouveau pont de Gäddvik.